# Tor Air
Tor Air var ett svenskt flygbolag med bas på Göteborg City Airport. Bolaget flög åt andra bolag (ACMI/Lease) med en flotta bestående av en Boeing 737-400 (SE-RJA) som gått i trafik för Norwegian, TAP Portugal, Iraqi Airways och Cimber Sterling, samt många andra bolag då ad-hoc och ACMI flygningar utfördes.
Bolaget grundades 2008 och gick i konkurs i början av 2012.
Det ska inte förväxlas med charterbolaget Tor-Air, som flög mellan 1964 och 1966 med tre Curtiss C-46 Commando och två Douglas DC-3 baserade på Torslanda flygplats.